# Anti-CRISPR-Proteine
Anti-CRISPR-Proteine (auch Acr-Proteine) sind Proteine, die einen adaptiven antiviralen Mechanismus von Bakterien und Archaeen hemmen, das CRISPR-Cas.

## Eigenschaften
Im Zuge der Koevolution von Bakterien und ihren Viren, den Bakteriophagen, wurden sowohl durch Bakterien Abwehrmechanismen gegen Bakteriophagen als auch Hemmstoffe von Bakteriophagen gegen bakterielle Abwehrmechanismen entwickelt. Gegen CRISPR-Cas sind verschiedene Anti-CRISPR-Proteine in Bakteriophagen entstanden. Für eine vollständige Hemmung von CRISPR/Cas gibt es einen Schwellenwert der Dosis von Anti-CRISPR-Proteinen. Tendenziell kommen Anti-CRISPR-Proteine häufiger in ruhenden als in virulenten Phagen vor. Anti-CRISPR-Proteine hemmen CRISPR-Cas an verschiedenen Bindungsstellen. In manchen Bakteriophagen werden gleichzeitig mehrere Anti-CRISPR-Proteine gebildet, die an unterschiedlichen Bindungsstellen hemmen. Manche Anti-CRISPR-Proteine werden durch mobile genetische Elemente codiert.
Bis 2018 wurden 22 unterschiedliche Proteinfamilien von Anti-CRISPR-Proteinen beschrieben, die untereinander nur eine geringe Homologie aufweisen. Diese 22 Proteinfamilien können zwei Klassen zugeordnet werden. Bis 2018 wurden Anti-CRISPR-Proteine gegen die Cas-Proteine der Untergruppen I-C, I-D, I-E (Anti-CRISPR-Proteine AcrE1 bis AcrE4), I-F (Anti-CRISPR-Proteine AcrF1 bis AcrF10), II-A, II-C und V-A beschrieben.
Die Anti-CRISPR-Proteine AcrE1 bis AcrE4, AcrF1 bis AcrF10, AcrIIA1 bis AcrA5 und AcrIIC1 bis AcrIIC3 sind kurze Proteine von 52 bis 149 Aminosäuren. Vermutlich sind Anti-CRISPR-Proteine auch an der Steuerung der Rekombination bakterieller DNA beteiligt.
Die Datenbank Anti-CRISPRdb listet Anti-CRISPR-Proteine.

## Mechanismen
Die Anti-CRISPR-Proteine AcrF1, AcrF2, AcrF10 und AcrIIA2 hemmen die Bindung von CRISPR/Cas an die Ziel-DNA, während AcrF3 den DNA-Bindungskanal von CRISPR/Cas blockiert. AcrIIA4 ähnelt dem Protospacer Adjacent Motif und verhindert die Konformationsänderung der HNH-Proteindomäne von Cas. AcrIIC1 bindet an die HNH-Domäne von Cas und blockiert das aktive Zentrum. AcrIIC3 erzeugt eine Dimerisierung von Cas9 und verhindert eine DNA-Bindung. Die Cas-Untergruppe I-F wird von allen bekannten Anti-CRISPR-Proteinen gehemmt. Manche Anti-CRISPR-Proteine wirken gegen mehrere Untergruppen von Cas-Proteinen.

## Verwendung
Die CRISPR/Cas-Methode basiert als biochemische Methode zum Genome Editing auf dem CRISPR-Cas. Daher wurde die Verwendung von Anti-CRISPR-Proteinen zur konditionalen Hemmung und somit zur zeitlichen, gewebsspezifischen oder zellzyklusabschnittsspezifischen Steuerung der CRISPR-Cas-Methode vorgeschlagen. Da CRISPR/Cas DNA schneidet, solange es aktiv ist, kann eine zeitliche Begrenzung auch unspezifische Schnitte begrenzen, die zu unerwünschten Mutationen führen können.
Beispielsweise werden Anti-CRISPR-Proteine zu einem gewünschten Zeitpunkt induziert oder es werden Fusionsproteine von Anti-CRISPR-Proteinen mit lichtgesteuerten Proteinen zur zeitlichen Steuerung der Methode verwendet. Die Kombination lichtsensitiver Proteine mit Anti-CRISPR-Proteinen ermöglicht eine Aktivierung von CRISPR-Cas nur während einer Bestrahlung mit Licht, beispielsweise die Kombination des Anti-CRISPR-Proteins AcrIIA4 (ein Hemmstoff von Cas9) mit dem lichtsensitiven Protein LOV2 aus Avena sativa (Saathafer).

## Geschichte
Durch Bakteriophagen codierte Anti-CRISPR-Proteine wurden erstmals 2013 beschrieben.